# آرتور کالینز (بازیکن فوتبال، زاده ۱۹۰۲)
آرتور کالینز (انگلیسی: Arthur Collins؛ ۱۶ سپتامبر ۱۹۰۲ – March 1974 (aged 71)) بازیکن فوتبال اهل بریتانیا بود.
از باشگاه‌هایی که در آن بازی کرده‌است می‌توان به باشگاه فوتبال منزفیلد تاون، باشگاه فوتبال دربی کانتی، و باشگاه فوتبال برنتفورد اشاره کرد.